# 坦奧克公園 (加利福尼亞州)
坦奧克公園（英語：Tan Oak Park）是位於美國加利福尼亞州門多西諾縣的一個非建制地區。該地的面積和人口皆未知。

## 地理
坦奧克公園的座標為39°49′40″N 123°36′15″W / 39.82778°N 123.60417°W，而該地的平均海拔高度為406米（即1332英尺）。